# Rolling Stones Records
Rolling Stones Records был звукозаписывающим лейблом, основанным участниками группы The Rolling Stones Миком Джаггером, Китом Ричардсом, Миком Тейлором, Чарли Уоттсом и Биллом Уайменом в 1970 году после того, как их контракт на запись с Decca Records истек.

## История
В своей оригинальной концепции лейбл считался способом для участников Rolling Stones выпускать сольные альбомы. В 1971 году был выпущен первый альбом Brian Jones Presents the Pipes of Pan at Joujouka, который широко известен как первый мировой музыкальный LP. В 1972 году лейбл выпустил Jamming with Edward!, сборник треков, записанных Миком Джаггером, Биллом Уайманом и Чарли Уотсом совместно с Ники Хопкинсом и Раем Кудером, в 1969 году.
На этом лейбле Билл Уайман выпустил свои альбомы: Monkey Grip в 1974 году и Stone Alone в 1976 году. Уайман узнал, что не может получить должного внимания людям, занимающимся продвижением и продажей, поскольку у Rolling Stones были альбомы, выпущенные вскоре после обоих выпусков, а лейбл сосредоточился на альбомах группы. Уайман отправился в A&M Records для дальнейших сольных работ.
В декабре 1978 года лейбл также выпустил сольный сингл Кита Ричардса: исполнение «Run Rudolph Run» Чака Берри, опирающееся на версию «The Harder They Come» Джимми Клиффа.

## Другие артисты
В отличие от Apple Records, Grunt Records, Purple Records или Swan Song Records (тщеславные лейблы the Beatles, Jefferson Airplane, Deep Purple и Led Zeppelin соответственно), Rolling Stones Records никогда не прилагал больших усилий, чтобы подписывать внешних исполнителей. Kracker, кубинская рок-группа, продюсированная Джимми Миллером, продюсером The Rolling Stones, была первой внешней группой, которая должна была быть подписана на лейбле Rolling Stones в 1973 году. Kracker вместе с Билли Престоном открыли шоу для The Rolling Stones во время их европейского тура в 1973 году.

### Питер Тош
В 1978 году Rolling Stones Records заключил контракт с Питером Тошем, бывшим членом группы Боба Марли - The Wailers. Его первый альбом для лейбла Bush Doctor, на котором была совместная работа с Миком Джаггером «Do not Look Back», был относительно успешным. Несмотря на дальнейший относительный успех, Питер Тош покинул лейбл в 1981 году, сославшись на отсутствие развития и личную вражду с The Rolling Stones.

## 1980-е годы
Мик Джаггер выпустил свои первые сольные альбомы, She’s the Boss и Primitive Cool, в 1985 и 1987 годах, благодаря новому замыслу партнерства Rolling Stones Records и CBS Records (теперь Sony Music).Таким образом, логотип торговой марки Rolling Stones был прикреплен к каждой записи, а на каждом новом выпуске также была напечатана надпись «Rolling Stones Records», которая разозлила Кита Ричардса.